# Polissena de Mendoza
Polissena del Piombino (morta el 1642) fou princesa de Piombino i títols inherents del 1624 al 1626 quan el principat fou usurpat per Horaci del Piombino que el 1628 fou reconegut per Espanya. El seu marit Nicolau I Ludovisi, amb el que es va casar el 1632, va acabar comprant el principat el 1634.